# Голдбахова слаба претпоставка
У теорији бројева, Голдбахова слаба претпоставка, такође позната и као непарна Голдбахова претпоставка, тројни Голдбахов проблем или проблем три проста броја, тврди да:
Сваки непаран број већи од 5 може се изразити као збир три проста броја. (Прост број се може користити више пута у истом збиру.)
Ова претпоставка се назива „слаба” јер ако се докаже Голдбахова јака претпоставка (која се тиче збирова два проста броја), онда би и ова била тачна. Јер, ако је сваки паран број већи од 4 збир два непарна проста броја, додавањем броја 3 сваком парном броју већем од 4 добијају се непарни бројеви већи од 7 (а 7 је и само једнако 2+2+3).
Године 2013, Харалд Хелфгот је објавио доказ Голдбахове слабе претпоставке. Доказ је прихваћен за објављивање у серији Annals of Mathematics Studies 2015. године, и од тада је у процесу даље рецензије и ревизије; потпуно рецензирана поглавља у скоро коначној форми постају јавно доступна током процеса.
Неки наводе претпоставку као:
Сваки непаран број већи од 7 може се изразити као збир три непарна проста броја.
Ова верзија искључује 7 = 2+2+3 јер то захтева паран прост број 2. За непарне бројеве веће од 7, она је нешто јача јер такође искључује збирове попут 17 = 2+2+13, који су дозвољени у другој формулацији. Хелфготов доказ покрива обе верзије претпоставке. Као и друга формулација, и ова одмах следи из Голдбахове јаке претпоставке.

## Порекло
Претпоставка је настала у преписци између Кристијана Голдбаха и Леонарда Ојлера. Једна формулација јаке Голдбахове претпоставке, еквивалентна чешћој у смислу збирова два проста броја, гласи:
Сваки цео број већи од 5 може се написати као збир три проста броја.
Слаба претпоставка је једноставно овај исказ ограничен на случај где је цео број непаран (и могуће са додатним захтевом да три проста броја у збиру буду непарна).

## Хронологија резултата
Године 1923, Харди и Литлвуд су показали да, под претпоставком генерализоване Риманове хипотезе, Голдбахова слаба претпоставка важи за све довољно велике непарне бројеве. Године 1937, Иван Виноградов је елиминисао зависност од генерализоване Риманове хипотезе и директно доказао (погледати Виноградовљева теорема) да се сви довољно велики непарни бројеви могу изразити као збир три проста броја. Виноградовљев оригинални доказ, пошто је користио неефективну Зигел-Валфишову теорему, није дао границу за „довољно велике”; његов студент К. Бороздин (1956) је извео да је {\displaystyle e^{e^{16.038}}\approx 3^{3^{15}}} довољно велико. Целобројни део овог броја има 4.008.660 децималних цифара, па би провера сваког броја испод ове границе била потпуно неизводљива.
Године 1997, Дешује, Ефингер, те Риле и Зиновијев објавили су резултат који показује да генерализована Риманова хипотеза имплицира Голдбахову слабу претпоставку за све бројеве. Овај резултат комбинује општи исказ који важи за бројеве веће од 1020 са обимном рачунарском претрагом малих случајева. Сотер је такође спровео рачунарску претрагу која покрива исте случајеве отприлике у исто време.
Оливије Рамаре је 1995. године показао да је сваки паран број n ≥ 4 заправо збир највише шест простих бројева, из чега следи да је сваки непаран број n ≥ 5 збир највише седам простих бројева. Лешек Кањецки је показао да је сваки непаран цео број збир највише пет простих бројева, под условом Риманове хипотезе. Године 2012, Теренс Тао је доказао ово без Риманове хипотезе; ово побољшава оба резултата.
Године 2002, Лиу Минг-Чит (Универзитет у Хонгконгу) и Ванг Тјен-Це спустили су Бороздинову границу на приближно {\displaystyle n>e^{3100}\approx 2\times 10^{1346}}. Експонент је и даље превелики да би се сви мањи бројеви могли проверити рачунаром. (Рачунарске претраге су досегле само до 1018 за јаку Голдбахову претпоставку, и не много даље од тога за слабу Голдбахову претпоставку.)... Године 2012. и 2013, перуански математичар Харалд Хелфгот објавио је пар радова који побољшавају процене великих и малих лукова довољно да безусловно докажу слабу Голдбахову претпоставку. Овде су велики лукови {\displaystyle {\mathfrak {M}}} унија интервала {\displaystyle \left(a/q-cr_{0}/qx,a/q+cr_{0}/qx\right)} око рационалних бројева {\displaystyle a/q,q<r_{0}} где је {\displaystyle c} константа. Мали лукови {\displaystyle {\mathfrak {m}}} дефинисани су као {\displaystyle {\mathfrak {m}}=(\mathbb {R} /\mathbb {Z} )\setminus {\mathfrak {M}}}.